# Lista över fornlämningar i Västerås kommun (Lillhärad)
Lista över fornlämningar i Västerås kommun (Lillhärad) är en förteckning av ett urval av de fornlämningar som finns i Lillhärad i Västerås kommun.
| Namn                          | Lämningstyp                      | Tillkomsttid | Historisk indelning    | Plats | Läge                 | ID-nr          | Bild                                 |
| ----------------------------- | -------------------------------- | ------------ | ---------------------- | ----- | -------------------- | -------------- | ------------------------------------ |
| Lillhärad 1:1                 | Hög                              |              | Lillhärad, Västmanland |       | 59.650281, 16.372730 | 10230300010001 | Ladda upp en bild av detta fornminne |
| Lillhärad 1:2                 | Stensättning                     |              | Lillhärad, Västmanland |       | 59.650234, 16.372599 | 10230300010002 | Ladda upp en bild av detta fornminne |
| Lillhärad 1:3                 | Stensättning                     |              | Lillhärad, Västmanland |       | 59.650375, 16.373018 | 10230300010003 | Ladda upp en bild av detta fornminne |
| Lillhärad 2:1                 | Stensättning                     |              | Lillhärad, Västmanland |       | 59.647600, 16.378367 | 10230300020001 | Ladda upp en bild av detta fornminne |
| Lillhärad 3:1                 | Gravfält                         |              | Lillhärad, Västmanland |       | 59.653697, 16.363936 | 10230300030001 | Ladda upp en bild av detta fornminne |
| Lillhärad 4:1                 | Hög                              |              | Lillhärad, Västmanland |       | 59.658983, 16.358199 | 10230300040001 | Ladda upp en bild av detta fornminne |
| Lillhärad 5:1                 | Stensättning                     |              | Lillhärad, Västmanland |       | 59.653815, 16.349210 | 10230300050001 | Ladda upp en bild av detta fornminne |
| Lillhärad 6:1                 | Hög                              |              | Lillhärad, Västmanland |       | 59.651199, 16.349982 | 10230300060001 | Ladda upp en bild av detta fornminne |
| Lillhärad 7:1                 | Stensättning                     |              | Lillhärad, Västmanland |       | 59.648603, 16.346275 | 10230300070001 | Ladda upp en bild av detta fornminne |
| Lillhärad 8:1                 | Stensättning                     |              | Lillhärad, Västmanland |       | 59.658135, 16.364187 | 10230300080001 | Ladda upp en bild av detta fornminne |
| Lillhärad 11:1                | Stensättning                     |              | Lillhärad, Västmanland |       | 59.656205, 16.356835 | 10230300110001 | Ladda upp en bild av detta fornminne |
| Lillhärad 13:1                | Stensättning                     |              | Lillhärad, Västmanland |       | 59.666864, 16.347426 | 10230300130001 | Ladda upp en bild av detta fornminne |
| Lillhärad 15:1                | Stensättning                     |              | Lillhärad, Västmanland |       | 59.668118, 16.348675 | 10230300150001 | Ladda upp en bild av detta fornminne |
| Lillhärad 15:2                | Stensättning                     |              | Lillhärad, Västmanland |       | 59.668233, 16.348762 | 10230300150002 | Ladda upp en bild av detta fornminne |
| Lillhärad 16:1                | Stensättning                     |              | Lillhärad, Västmanland |       | 59.659812, 16.356160 | 10230300160001 | Ladda upp en bild av detta fornminne |
| Lillhärad 16:2                | Stensättning                     |              | Lillhärad, Västmanland |       | 59.659888, 16.356474 | 10230300160002 | Ladda upp en bild av detta fornminne |
| Lillhärad 17:1                | Stensättning                     |              | Lillhärad, Västmanland |       | 59.671371, 16.363239 | 10230300170001 | Ladda upp en bild av detta fornminne |
| Slagfältet (Lillhärad 20:1)   | Gravfält                         |              | Lillhärad, Västmanland |       | 59.673823, 16.364789 | 10230300200001 | Ladda upp en bild av detta fornminne |
| Lillhärad 22:1                | Grav markerad av sten/block      |              | Lillhärad, Västmanland |       | 59.641357, 16.356976 | 10230300220001 | Ladda upp en bild av detta fornminne |
| Lillhärad 25:1                | Gravfält                         |              | Lillhärad, Västmanland |       | 59.633303, 16.355638 | 10230300250001 | Ladda upp en bild av detta fornminne |
| Lillhärad 26:1                | Stensättning                     |              | Lillhärad, Västmanland |       | 59.631004, 16.352791 | 10230300260001 | Ladda upp en bild av detta fornminne |
| Lillhärad 26:2                | Stensättning                     |              | Lillhärad, Västmanland |       | 59.631080, 16.352535 | 10230300260002 | Ladda upp en bild av detta fornminne |
| Lillhärad 28:1                | Gravfält                         |              | Lillhärad, Västmanland |       | 59.639552, 16.371089 | 10230300280001 | Ladda upp en bild av detta fornminne |
| Lillhärad 29:1                | Stensättning                     |              | Lillhärad, Västmanland |       | 59.637270, 16.360118 | 10230300290001 | Ladda upp en bild av detta fornminne |
| Lillhärad 29:2                | Stensättning                     |              | Lillhärad, Västmanland |       | 59.637170, 16.360239 | 10230300290002 | Ladda upp en bild av detta fornminne |
| Lillhärad 31:1                | Stensättning                     |              | Lillhärad, Västmanland |       | 59.635561, 16.354615 | 10230300310001 | Ladda upp en bild av detta fornminne |
| Lillhärad 31:2                | Stensättning                     |              | Lillhärad, Västmanland |       | 59.635431, 16.354497 | 10230300310002 | Ladda upp en bild av detta fornminne |
| Lillhärad 32:1                | Stensättning                     |              | Lillhärad, Västmanland |       | 59.635124, 16.358078 | 10230300320001 | Ladda upp en bild av detta fornminne |
| Lillhärad 32:2                | Stensättning                     |              | Lillhärad, Västmanland |       | 59.635248, 16.357881 | 10230300320002 | Ladda upp en bild av detta fornminne |
| Lillhärad 33:1                | Stensättning                     |              | Lillhärad, Västmanland |       | 59.620902, 16.363236 | 10230300330001 | Ladda upp en bild av detta fornminne |
| Lillhärad 36:1                | Fornborg                         |              | Lillhärad, Västmanland |       | 59.621910, 16.368959 | 10230300360001 | Ladda upp en bild av detta fornminne |
| Närtorpet (Lillhärad 43:1)    | Lägenhetsbebyggelse              |              | Lillhärad, Västmanland |       | 59.626075, 16.366866 | 10230300430001 | Ladda upp en bild av detta fornminne |
| Djursätra (Lillhärad 45:1)    | Lägenhetsbebyggelse              |              | Lillhärad, Västmanland |       | 59.648791, 16.389169 | 10230300450001 | Ladda upp en bild av detta fornminne |
| Lillhärad 49:1                | Stensättning                     |              | Lillhärad, Västmanland |       | 59.634024, 16.356975 | 10230300490001 | Ladda upp en bild av detta fornminne |
| Lillhärad 50:1                | Stensättning                     |              | Lillhärad, Västmanland |       | 59.640137, 16.370542 | 10230300500001 | Ladda upp en bild av detta fornminne |
| Kolars (Lillhärad 69:1)       | Lägenhetsbebyggelse              |              | Lillhärad, Västmanland |       | 59.682998, 16.339159 | 10230300690001 | Ladda upp en bild av detta fornminne |
| Rönningstorp (Lillhärad 80:1) | Lägenhetsbebyggelse              |              | Lillhärad, Västmanland |       | 59.667491, 16.363088 | 10230300800001 | Ladda upp en bild av detta fornminne |
| Smedstorp (Lillhärad 84:1)    | Lägenhetsbebyggelse              |              | Lillhärad, Västmanland |       | 59.675770, 16.339906 | 10230300840001 | Ladda upp en bild av detta fornminne |
| Lillhärad 92:1                | Husgrund, historisk tid          |              | Lillhärad, Västmanland |       | 59.673709, 16.364048 | 10230300920001 | Ladda upp en bild av detta fornminne |
| Lillhärad 93:1                | Husgrund, förhistorisk/medeltida |              | Lillhärad, Västmanland |       | 59.670343, 16.355307 | 10230300930001 | Ladda upp en bild av detta fornminne |
| Sämskartorp (Lillhärad 181)   | Lägenhetsbebyggelse              |              | Lillhärad, Västmanland |       | 59.674654, 16.378514 | 12000000016581 | Ladda upp en bild av detta fornminne |
| Vitmossen (Lillhärad 187)     | Lägenhetsbebyggelse              |              | Lillhärad, Västmanland |       | 59.626405, 16.379549 | 12000000016591 | Ladda upp en bild av detta fornminne |
| Lillhärad 210                 | Grav markerad av sten/block      |              | Lillhärad, Västmanland |       | 59.646132, 16.383897 | 12000000060401 | Ladda upp en bild av detta fornminne |
| Lillhärad 211                 | Stensättning                     |              | Lillhärad, Västmanland |       | 59.646224, 16.384178 | 12000000060402 | Ladda upp en bild av detta fornminne |
| Lillhärad 215                 | Lägenhetsbebyggelse              |              | Lillhärad, Västmanland |       | 59.645203, 16.387526 | 12000000060441 | Ladda upp en bild av detta fornminne |
| Skansberget (Dingtuna 253:1)  | Fornborg                         |              | Lillhärad, Västmanland |       | 59.614069, 16.370466 | 10227902530001 | Ladda upp en bild av detta fornminne |